# Vanga de Van Dam
Xenopirostris damii
Espèce
Statut de conservation UICN

 EN B1ab(i,ii,iii,v); C2a(ii) : En danger
Le Vanga de Van Dam (Xenopirostris damii) est une espèce d'oiseau endémique de Madagascar. Il n'est connu que par quelques mentions : découvert avec quelques spécimens collectés en 1864 dans la vallée de l'Ambazoana près de la baie d'Ampasindava, redécouvert seulement en 1928 à Ankarafantsika et en 1987 dans la forêt d'Analamera. Un mâle est observé le 4 novembre 1994 dans la forêt au nord de Toliara, connue sous le nom de forêt PK 32 ou forêt Domergue (du nom d'un naturaliste ayant prospecté intensivement le territoire malgache).